# Tony Zych
Anthony Aaron Zych (né le 7 août 1990 à Monee, Illinois, États-Unis) est un lanceur de relève droitier des Mariners de Seattle de la Ligue majeure de baseball.

## Carrière
Étudiant à l'école secondaire à Chicago, Tony Zych est repêché par les Cubs de Chicago au 46e tour de sélection en 2008. Il ignore l'offre pour rejoindre les Cardinals de l'université de Louisville, puis signe son premier contrat professionnel avec les Cubs, qui le réclament à nouveau, cette fois au 4e tour de sélection en juin 2011. Il joue en ligues mineures avec des clubs affiliés aux Cubs de 2011 à 2014, passant les deux dernières années avec leur équipe Double-A, les Smokies du Tennessee. 
Son contrat est vendu aux Mariners de Seattle au printemps 2015. Il est promu au niveau Triple-A des ligues mineures chez les Rainiers de Tacoma durant la saison 2015.
Tony Zych fait ses débuts dans le baseball majeur comme lanceur de relève pour Seattle le 4 septembre 2015 contre les Athletics d'Oakland.
D'après Baseball-Reference, Tony Zych est le 18 619e joueur à évoluer dans les Ligues majeures, et en ordre alphabétique son nom apparaît en dernier sur la liste,, après celui de Dutch Zwilling, qui commença sa carrière en 1910 et disputa son dernier match en 1916.